# Zichy Péter
Gróf zicsi és vázsonykői Zichy Péter Pál Keresztelő János Sándor Géza Miklós Nándor Ottó Béla (Nagyláng, 1924. december 6. – Budapest, 2008. október 22.) jogász, emlékiratíró, a recski kényszermunkatábor egyik foglya.

## Élete
Az ősrégi főnemesi gróf zicsi és vázsonykői Zichy család sarja. Atyja gróf zicsi és vázsonykői Zichy Pál (1896–1974), nagybirtokos, anyja gróf galántai Esterházy Margit (1904–1990) volt. Apai nagyszülei gróf zicsi és vázsonykői Zichy János (1868–1944) jogász, császári és királyi kamarás, valódi belső titkos tanácsos, nagybirtokos, a Magyar Királyság kultuszminisztere, legitimista politikus, agrárius, az MTA igazgató tagja (1925), az Aranygyapjas rend lovagja és gróf zicsi és vázsonykői Zichy Margit (1874–1963) voltak. Anyai nagyszülei gróf galánthai Esterházy Sándor (1868–1925), császári és királyi kamarás, valóságos belső titkos tanácsos, az az Aranygyapjas rend lovagja, a Magyar Főrendiház örökös tagja, Zita magyar királyné főudvarmestere, nagybirtokos, és hercegnő Agnese Borghese-Aldobrandini (1877–1910) voltak.
1942-ben leérettségizett. Alaptanulmányai befejezése után, Zichy Péter jogot tanult, és az elődök nyomdokain haladva politikusi pályára készült. 1943-ban még tervei között az volt, hogy a svájci diplomataképzőben folytatja tanulmányait. A háború után azonban épp csak be tudta fejezni a pesti jogot, és – több próbálkozás után – már csak díszlettologatónak volt jó a Kisszínházba. A kommunizmus alatt szenvedett kiszorítások miatt elindult a határnak, de nem járt szerencsével, mivel az osztrák csendőrség elfogta, mert Burgenland szovjet megszállás alatt volt, és a magyar menekülteket fejpénzért, 100 schillingért adták ki az NKVD-nek. Zichy Pétert és társait visszavitték Szombathelyre. Akkor kezdődött csak igazán a kálváriája, amely egészen a recski tábor felszámolásáig tartott. Aki viszont megjárta és túlélte a munkatábort, annak ez a történet soha nem ért véget. Zichy Péter, amíg élt, minden évben visszajárt a recski emlékünnepségekre; halála után emlékiratait és gondolatait a táborról kiadatták.

## Házassága és leszármazottjai
1955. április 10-én Nagyvázsonyban feleségül vette a művelt kispolgári származású Balázsi Pretzner Lenke nevelőnőt (Miskolc, 1917. február 24. – Budapest, 2015. augusztus 29.), akinek a szülei Balázsi Pretzner Sándor (1885–1963), HÉV intéző, és Kocsis Vilma (1888–1978) voltak. Apai nagyszülei idősebb Balázsy Pretzner Sándor (1857–1923), színész, szinház rendező és Szőllősy Ilona (1862–1934) énekesnő voltak. Idősebb Balázsi Preczner Sándor színésznek a nővére Pretzner Karolin (1851–1919) színésznő, aki hosszú évekig élettársi kapcsolatban élt báró vitézvári Simonyi Lajos (1824–1894) közmunka- és kereskedelemügyi miniszterrel. Idősebb Balázsi Pretzner Sándor színész lett később az 1919-ben elhunyt Pretzner Karolinnak és ezáltal a báró Simonyi családnak is az örököse, azonban a vagyon elenyészett. Zichy Péter és Balázsi Pretzner Lenke házasságából egy leány és egy fiú született:
- gróf Zichy Katalin, Rákos Andrásné.
- gróf dr. Zichy Mihály, történész, az Országos Széchényi Könyvtár kutatója, az MTCSE tagja.

## Művei
- Zichy Péter. Miért? – Írók Alapítványa, 2008

## Származása
| zicsi és vázsonykői gróf Zichy Péter (Nagyláng, 1924. december 6. – Budapest, 2008. október 22.) | Apja: zicsi és vázsonykői gróf Zichy Pál (Nagyláng, 1896. augusztus 4. –Oberalm, Ausztria, 1974. július 23.) császári és királyi lovaskapitány | Apai nagyapja: zicsi és vázsonykői gróf Zichy János (Nagyláng, 1868. május 30. – Nagyláng, 1944. január 6.) jogász, császári és királyi kamarás, valóságos belső titkos tanácsos, nagybirtokos, a Magyar Királyság kultuszminisztere          | Apai nagyapai dédapja: zicsi és vázsonykői gróf Zichy János Baptist György Kamilló Aladár Szilveszter (Bécs, 1835. december 31. – Nagyláng, 1905. november 28.) császári és királyi kamarás, nagybirtokos (Szülei: gróf Zichy György, császári és királyi kamarás, nagybirtokos és gróf erdődi Pálffy Ludovika)                                                   |
| zicsi és vázsonykői gróf Zichy Péter (Nagyláng, 1924. december 6. – Budapest, 2008. október 22.) | Apja: zicsi és vázsonykői gróf Zichy Pál (Nagyláng, 1896. augusztus 4. –Oberalm, Ausztria, 1974. július 23.) császári és királyi lovaskapitány | Apai nagyapja: zicsi és vázsonykői gróf Zichy János (Nagyláng, 1868. május 30. – Nagyláng, 1944. január 6.) jogász, császári és királyi kamarás, valóságos belső titkos tanácsos, nagybirtokos, a Magyar Királyság kultuszminisztere          | Apai nagyapai dédanyja: gróf Marie von Redern (Darmstadt, 1840. január 22. – Pécs, 1910. szeptember 26.) Erzsébet királyné palotahölgye, csillagkeresztes-hölgy (Szülei: gróf Heinrich Alexander von Redern és herceg Vittoria von Odescalchi) |
| zicsi és vázsonykői gróf Zichy Péter (Nagyláng, 1924. december 6. – Budapest, 2008. október 22.) | Apja: zicsi és vázsonykői gróf Zichy Pál (Nagyláng, 1896. augusztus 4. –Oberalm, Ausztria, 1974. július 23.) császári és királyi lovaskapitány | Apai nagyanyja: zicsi és vázsonykői gróf Zichy Margit (*Graz, 1874. július 15. –†Baden bei Wien, 1963. január 30.) csillagkeresztes hölgy | Apai nagyanyai dédapja: zicsi és vázsonykői gróf Zichy Géza (Sztára, 1849. július 23. – Budapest, 1924. január 14.) magyar író, császári és királyi kamarás, nagybirtokos (Szülei: gróf Zichy Lipót, császári és királyi aranykulcsos, nagybirtokos és gróf sztárai és nagymihályi Sztáray Mária, csillagkeresztes hölgy)                                         |
| zicsi és vázsonykői gróf Zichy Péter (Nagyláng, 1924. december 6. – Budapest, 2008. október 22.) | Apja: zicsi és vázsonykői gróf Zichy Pál (Nagyláng, 1896. augusztus 4. –Oberalm, Ausztria, 1974. július 23.) császári és királyi lovaskapitány | Apai nagyanyja: zicsi és vázsonykői gróf Zichy Margit (*Graz, 1874. július 15. –†Baden bei Wien, 1963. január 30.) csillagkeresztes hölgy | Apai nagyanyai dédanyja: gróf karátsonyfalvi és beodrai Karátsonyi Melánia (*Krisztinaváros, Buda, 1855. szeptember 16. –†Budapest, 1894. április 10.) (Szülei: gróf Karátsonyi Guido, nagybirtokos, politikus, és puchói és csókai Marczibányi Anna) |
| zicsi és vázsonykői gróf Zichy Péter (Nagyláng, 1924. december 6. – Budapest, 2008. október 22.) | Anyja: galántai és fraknói gróf Esterházy Margit (1904. szeptember 23. –1990. augusztus 24.)                                                   | Anyai nagyapja: galántai és fraknói gróf Esterházy Sándor (Pápa, 1868. október 3. – Marcaltő, 1925. január 3.) cs. és kir. kamarás, valóságos belső titkos tanácsos, az Aranygyapjas rend vitéze, Zita császárné főudvarmestere, nagybirtokos | Anyai nagyapai dédapja: galántai és fraknói gróf Esterházy Pál (Bécs, 1805. október 30. – Levico, Tirol, 1877. július 20.) cs. és kir. tanácsos, belső titkos tanácsos, nagybirtokos (Szülei: gróf Esterházy Miklós és Marie Francoise de Baudry, Roisin őrgrófnője)                                                                                              |
| zicsi és vázsonykői gróf Zichy Péter (Nagyláng, 1924. december 6. – Budapest, 2008. október 22.) | Anyja: galántai és fraknói gróf Esterházy Margit (1904. szeptember 23. –1990. augusztus 24.)                                                   | Anyai nagyapja: galántai és fraknói gróf Esterházy Sándor (Pápa, 1868. október 3. – Marcaltő, 1925. január 3.) cs. és kir. kamarás, valóságos belső titkos tanácsos, az Aranygyapjas rend vitéze, Zita császárné főudvarmestere, nagybirtokos | Anyai nagyapai dédanyja: galántai és zolyomi gróf Esterházy Ilona (Gáta, 1835. június 29. – Bécs, 1896. május 12.) csillagkeresztes-hölgy (Szülei: gróf galántai és zolyomi Esterházy Kázmér, császári és királyi kamarás, főrendiházi tag, ellenzéki politikus, nemzetőr őrnagy, nagybirtokos és szapári, muraszombati és szécsiszigeti gróf Szapáry Leopoldine) |
| zicsi és vázsonykői gróf Zichy Péter (Nagyláng, 1924. december 6. – Budapest, 2008. október 22.) | Anyja: galántai és fraknói gróf Esterházy Margit (1904. szeptember 23. –1990. augusztus 24.)                                                   | Anyai nagyanyja: herceg Borghese-Aldobrandini Agnese (Frascati, 1877. február 1. – Bécs, 1910. július 30.) | Anyai nagyanyai dédapja: herceg Borghese-Aldobrandini Pietro (Brüsszel, 1845. június 24. – Anzio, 1885. május 1.) Sarsina hercege (Szülei: herceg Aldobrandini Camillo, Carpineto és Sarsina hercege, és herceg d'Arenberg Marie-Flore) |
| zicsi és vázsonykői gróf Zichy Péter (Nagyláng, 1924. december 6. – Budapest, 2008. október 22.) | Anyja: galántai és fraknói gróf Esterházy Margit (1904. szeptember 23. –1990. augusztus 24.)                                                   | Anyai nagyanyja: herceg Borghese-Aldobrandini Agnese (Frascati, 1877. február 1. – Bécs, 1910. július 30.) | Anyai nagyanyai dédanyja: gróf De La Rochefoucauld Françoise (Párizs, 1844. február 15. – Freiburg, 1921. december 25.) (Szülei: gróf De La Rochefoucauld Charles Frédéric és Cuillier-Perron Anne Charlotte) |